# 13 Dywizja Pancerna (III Rzesza)
13 Dywizja Pancerna (niem. 13. Panzer-Division) – niemiecka dywizja pancerna z okresu II wojny światowej, uczestniczyła w ataku na Związek Radziecki.

## Historia
Dywizja została sformowana na podstawie rozkazu z 11 października 1940 roku ze stacjonującej w Wiedniu 13 Dywizji Piechoty. W latach 1940–1941 stacjonowała na terenie Rumunii, gdzie została przerzucona w listopadzie 1940 roku, a jej utrzymanie kosztowało państwo rumuńskie 100 milionów lei miesięcznie. W maju 1941 roku został przerzucona na Śląsk a 22 czerwca wzięła udział w ataku na Związek Radziecki.
W czerwcu 1941 roku licząca 147 czołgów dywizja została włączona w skład 1 Grupy Pancernej Grupy Armii Południe, w składzie której wzięła udział w ataku na ZSRR. W dniu napaści na Związek Radziecki miała do dyspozycji: 45 szt. Pz I, 71 szt. Pz II, 20 szt. Pz III i 13 szt. Pz IV.  Walczyła w tym czasie na południowym odcinku frontu wschodniego do października 1942 roku. 
W październiku 1942 roku weszła w skład nowo utworzonej Grupy Armii A brała udział w ofensywie mającej na celu zajęcie Kaukazu. W rejonie Kaukazu walczy do lutego 1943 roku, po czym wycofała się na Kubań i walczyła tam do września 1943 roku. Następnie wycofała się na teren Ukrainy, gdzie walczy m.in. w styczniu 1944 roku pod Krzywym Rogiem. 
W kwietniu 1944 roku weszła w skład Grupy Armii Południowa Ukraina i brała udział w walkach pod Czerkasami i na linii rzeki Dniestr. W trakcie tych walk które trwały do września 1944 roku dywizja została rozbita, tracąc wszystkie 40 czołgów które miała na wyposażeniu.
W październiku 1944 roku na terenie Węgier dywizja została odtworzona i wzięła udział w walkach pod Budapesztem w styczniu 1945 roku. W trakcie tych walk ponownie została rozbita przez Armię Czerwoną. W lutym 1945 roku niedobitki dowodzone przez płk Wilhelma Schöninga włączono w skład nowo utworzonej Dywizji Pancernej „Feldherrnhalle 2”.

## Dowództwo dywizji
Dowódcy: 
- gen. por. Friedrich-Wilhelm von Rotkirch und Panthen (1940–1941)
- gen. por. Walther Düvert (1941)
- gen. wojsk panc. Traugott Herr (1941–1942)
- gen. por. Hellmut von der Chevallerie (1942–1943)
- gen. por. Eduard Hauser (1943)
- gen. por. Hans Mikosch (1943–1944)
- płk Friedrich von Hake (1944)
- gen. por. Hans Tröger (1944)
- gen. mjr Gerhard Schmidhuber (1944–1945)

Szefowie sztabu:
- ppłk Fritz Kraemer (1942)
- ppłk Helmut Moeller-Althaus (1943)
- mjr Kurt Braun (1944)
- ppłk Arthur von Ekesparre (1944/45)

## Struktura organizacyjna
Skład w 1941:
- 4 pułk pancerny (Panzer-Regiment 4)
- 13 brygada Strzelców (Schützen-Brigade 13)
  - 66 pułk strzelców (Schützen-Regiment 66)
  - 93 pułk strzelców (Schützen-Regiment 93)
  - 43 batalion motocyklowy (Kradschützen-Bataillon 43)
- 13 pułk artylerii (Artillerie-Regiment 13)
- 13 pancerny batalion rozpoznawczy (Panzer-Aufklärungs-Abteilung 13)
- 13 dywizjon przeciwpancerny (Panzerjäger-Abteilung 13)
- 4 batalion pionierów (Pionier-Bataillon 4)
- 13 batalion łączności (Nachrichten-Abteilung 13)

Skład w 1944:
- 4 pułk pancerny (Panzer-Regiment 4)
- 66 pułk grenadierów pancernych (Panzer-Grenadier-Regiment 66)
- 93 pułk grenadierów pancernych (Panzer-Grenadier-Regiment 93)
- 13 pułk artylerii pancernej (Panzer-Artillerie-Regiment 13)
- 13 pancerny batalion rozpoznawczy (Panzer-Aufklärungs-Abteilung 13)
- 271 dywizjon artylerii przeciwlotniczej (Heeres-Flak-Artillerie-Abteilung 271)
- 13 dywizjon niszczycieli czołgów (Panzerjäger-Abteilung 13)
- 4 pancerny batalion pionierów (Panzer-Pionier-Bataillon 4)
- 13 pancerny batalion łączności (Panzer-Nachrichten-Abteilung 13)